# Monte de Oro 3.ª Sección
Monte de Oro 3.ª Sección es una localidad del municipio de Huimanguillo ubicado en la subregión de la Chontalpa del estado mexicano de Tabasco.

## Geografía
La localidad de Monte de Oro 3.ª Sección se sitúa en las coordenadas geográficas 17°53′54″N 93°27′51″O / 17.898333, -93.464167, a una elevación de 19 metros sobre el nivel del mar.

## Demografía
Según el Conteo de Población y Vivienda 2020, efectuado por el Instituto Nacional de Estadística y Geografía, la localidad de Monte de Oro 3.ª Sección tiene 203 habitantes, de los cuales 96 son del sexo masculino y 107 del sexo femenino. Su tasa de fecundidad es de 2.65 hijos por mujer y tiene 47 viviendas particulares habitadas.
| Gráfica de evolución demográfica de Monte de Oro 3.ª Sección entre 1995 y 2020 |
|                                                                                |
| INEGI.                                                                         |